# La Cierva
La Cierva es un municipio y localidad española de la provincia de Cuenca, en la comunidad autónoma de Castilla-La Mancha. El término municipal tiene una población de 39 habitantes (INE 2024).

## Geografía

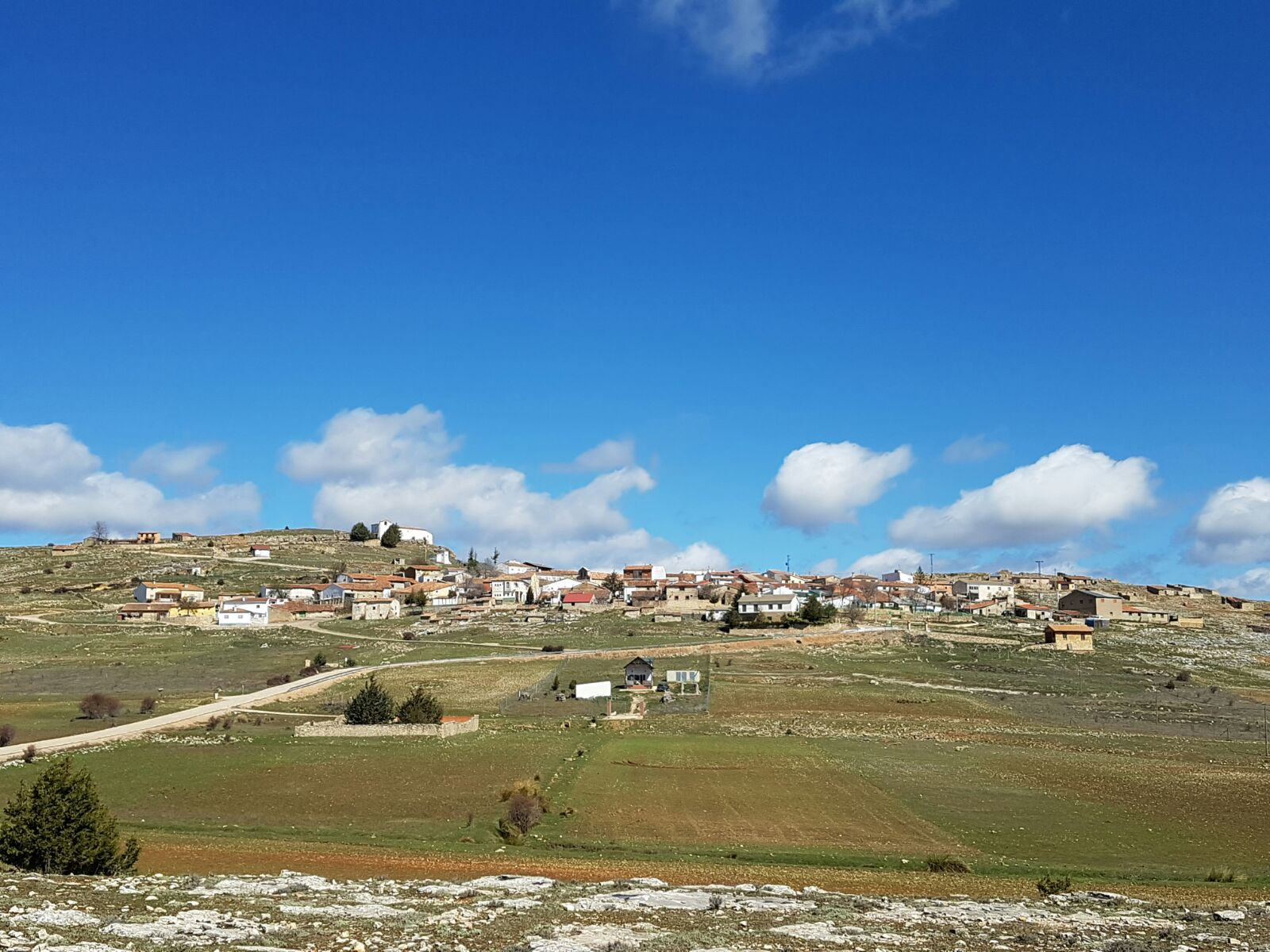
La Cierva

Se encuentra a 50 km de la ciudad de Cuenca y sus pueblos más cercano son Valdemoro de la Sierra, Valdemorillo y Cañada del Hoyo. La Cierva se encuentra ubicada en una ladera rodeada de dos grandes vegas, próxima a Tierra Muerta.

## Historia
A mediados del siglo XIX, el lugar tenía contabilizada una población de 278 habitantes. La localidad aparece descrita en el sexto volumen del Diccionario geográfico-estadístico-histórico de España y sus posesiones de Ultramar de Pascual Madoz de la siguiente manera: 

CIERVA (la): l. con ayunt. en la prov., part. administrativo y dióc. de Cuenca (4 leg.), part. jud. de Cañete, aud. terr. de Albacete y c. g. de Castilla la Nueva. sit. en una loma pedregosa cuyos alrededores están cubiertos de sabina albar; su clima es algo frio pero sano: tiene 70 casas entre ellas la del ayunt., todas de mala construccion pero de piedra jaspe morada y una igl. anejo de la de Cuenca, servida por un teniente. Su térm. confina al E. con el de Valdermorillo; S. Cañada del Hoyo; O. sierra de Cuenca, y N. Baldemoro sierra; se encuentran en él muchas minas de hierro abandonadas y muchas canteras de mármol morado. El terreno es en general montuoso y tiene de cultivo 1,700 fan. de tierra. Los caminos son comunes de pueblo á pueblo y su estado no es el mejor. prod.: trigo , escaña y patatas. ind.: esclusivamente la agrícola. pobl.: 64 vec., 278 almas. cap. terr. prod.: 719,080. imp.: 35,954. presupuesto municipal 1,300 rs. lo cubren los productos de un molino y los advitrios de verbas.
(Madoz, 1847, p. 388)

## Demografía
La Cierva cuenta con una población de 39 habitantes (INE 2024).
| Gráfica de evolución demográfica de La Cierva entre 1842 y 2021                                                                                             |
| |
| Población de derecho según los censos de población del INE Población de hecho según los censos de población del INEEn este censo se denominaba Cierva: 1842 |

| 60            | 60 | 54 | 52 | 39 |
| (Fuente: INE) |    |    |    |    |

## Administración
| Periodo   | Nombre                    | Partido |
| --------- | ------------------------- | ------- |
| 1991-1995 | Cipriano Monteagudo Calle |         |
| 2003-2007 | Félix Redondo Medina      | PP      |
| 2007-2011 | Félix Redondo Medina      | PP      |

## Patrimonio
Entre sus edificios históricos destacan la ermita de Jesús Bendito, muy frecuentada por vecinos de los alrededores, y la iglesia de La Cierva, ubicada en el centro del pueblo, con un retablo del siglo XX con los santos Isidro y Antonio, además de representaciones de la Virgen de los Dolores, la Virgen del Rosario y el Niño de la Bola.